# 游标卡尺

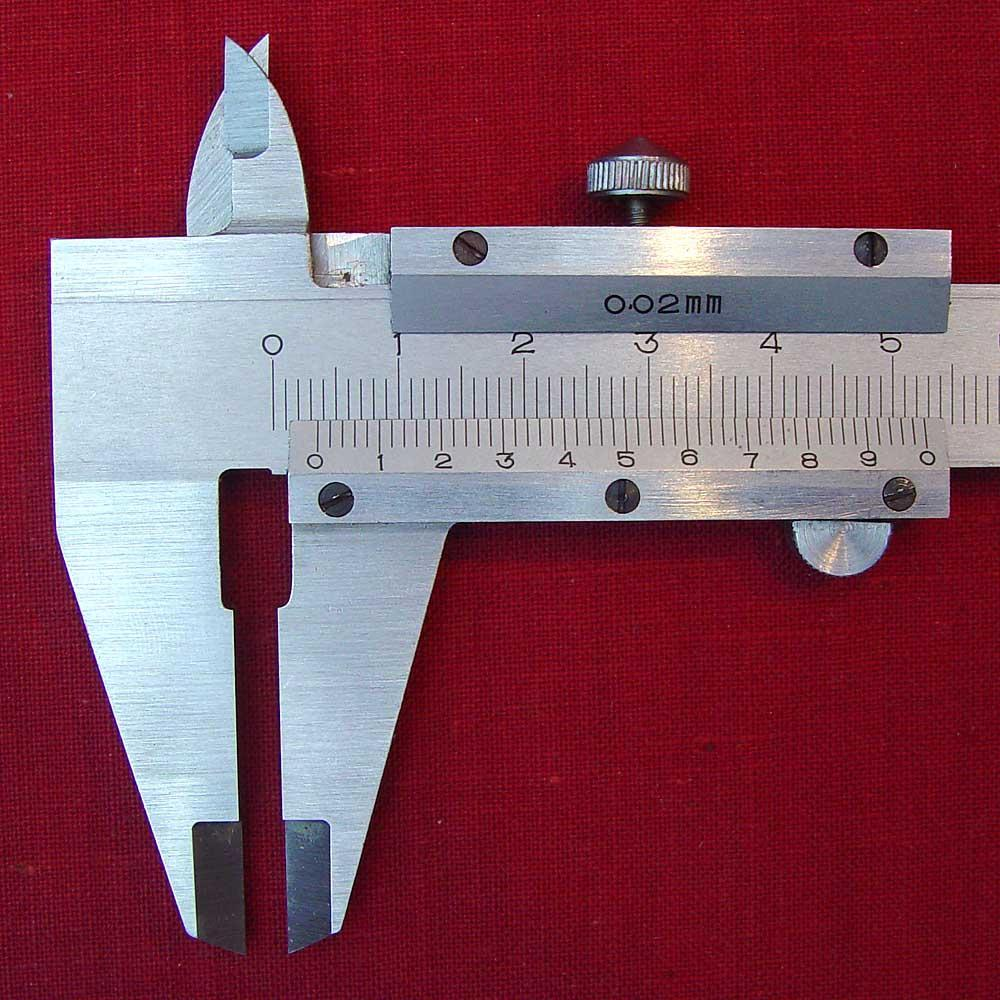
典型的游標卡尺

游标卡尺，又称为游标尺、直游标尺或維尼爾卡尺（英語：vernier scale），是一种测量长度的仪器。由主尺和附在主尺上能的部分滑动的游标两部分构成。主尺一般以毫米为单位。根据分格的不同，游标卡尺可分为十分度游标卡尺、二十分度游标卡尺、五十分度格游标卡尺等。現代游標卡尺的雛形是在1631年由法國數學家皮埃尔·韦尼耶發明。
遊標尺是一種替代單一測量值指針的輔助刻度，它有 10 個分度，與主刻度上的 9 個分度距離相等。透過觀察哪個遊標刻度與主刻度上的刻度重合，可以獲得內插讀數，這比兩點之間的視覺估計更容易察覺。這種裝置可以透過使用更高的比例尺（稱為遊標常數）來獲得更高的解析度。當簡單的線性機制就足夠時，遊標尺可用於圓形或直線刻度。例如，用於測量精細公差的卡尺和測微器、用於導航的六分儀、用於測量的經緯儀以及一般的科學儀器。遊標插值原理也用於電子位移感測器（如絕對編碼器），作為電子測量系統的一部分，用於測量線性或旋轉運動。

## 各部位名稱

各部位名稱

1. 外测量爪：测量长度和外径
2. 内测量爪：测量内径
3. 深度桿：測量深度
4. 主尺（cm）
5. 主尺（in）
6. 副尺（cm）
7. 副尺（in）
8. 副尺上方有一個小螺絲，用來固定副尺

## 游標卡尺讀數方法

游标卡尺使用图解（公制）

1. 先讀主尺的刻度值，精密度為1毫米，副尺位於24與25之間，所以主尺刻度為24毫米。
2. 再看副尺與主尺的刻度线重疊的刻度，精密度為0.05毫米，副尺 7 與主尺重疊，所以副尺刻度為0.7毫米。（如果重叠的刻度介于“7”和“8”之间，副尺刻度则为0.75毫米）
3. 將主尺與副尺數值相加上面刻度代表24.7毫米。

市面常用的二十分度游标卡尺，精密度可到0.05毫米（標示於副尺上）讀法相同；五十分度游标卡尺則可測量到0.02毫米。

## 帶表卡尺

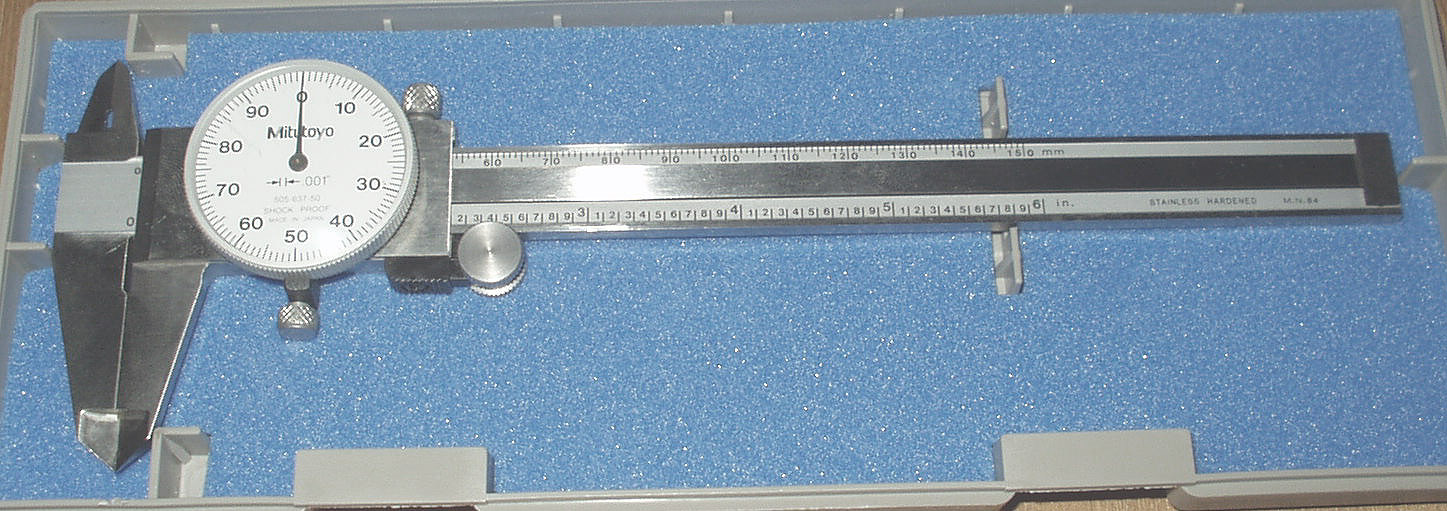
帶表卡尺

與千分錶測量原理相同。指針盤面通常有100小格，便於測量0.01毫米時準確觀測。

## 數位卡尺

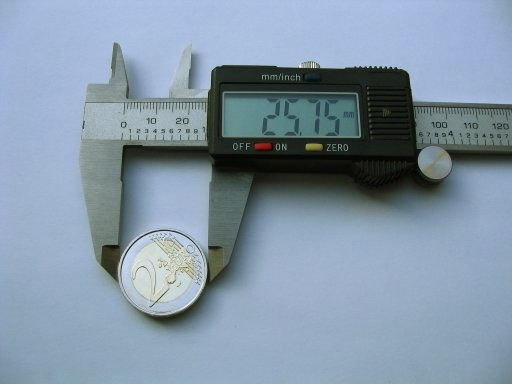
數位卡尺

主要在液晶显示器上以數字方式顯示卡尺測量數據，便於迅速且精確的讀取數值。

## 誤差原因
1. 施力不同及測量物品之材質，以數位卡尺最為明顯
2. 溫度問題
3. 重量或存放方法（水、油、灰塵會影響準確度）
4. 副尺的讀數和視差
5. 零點誤差

## 游標卡尺使用例

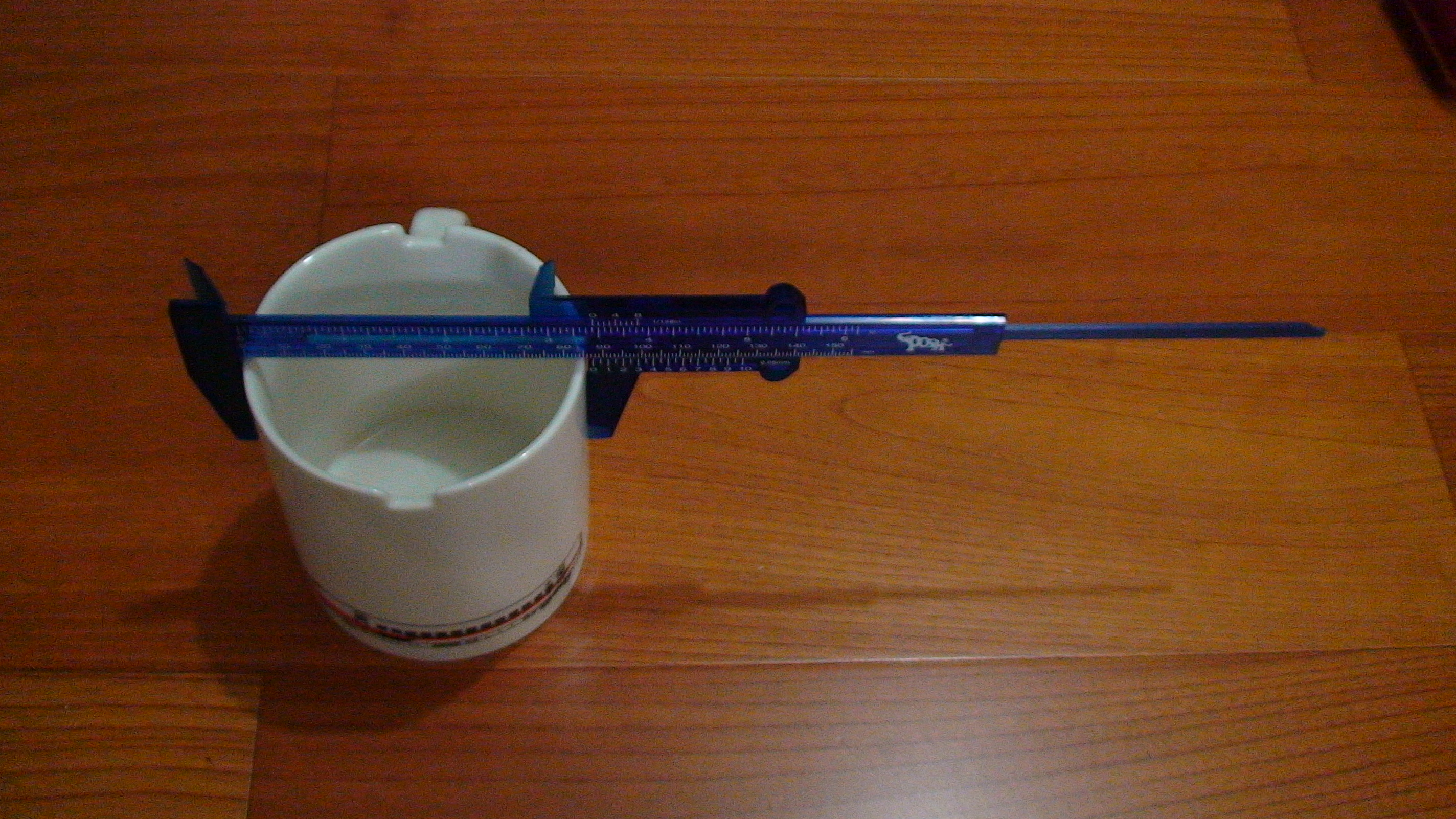
例1 測量外徑
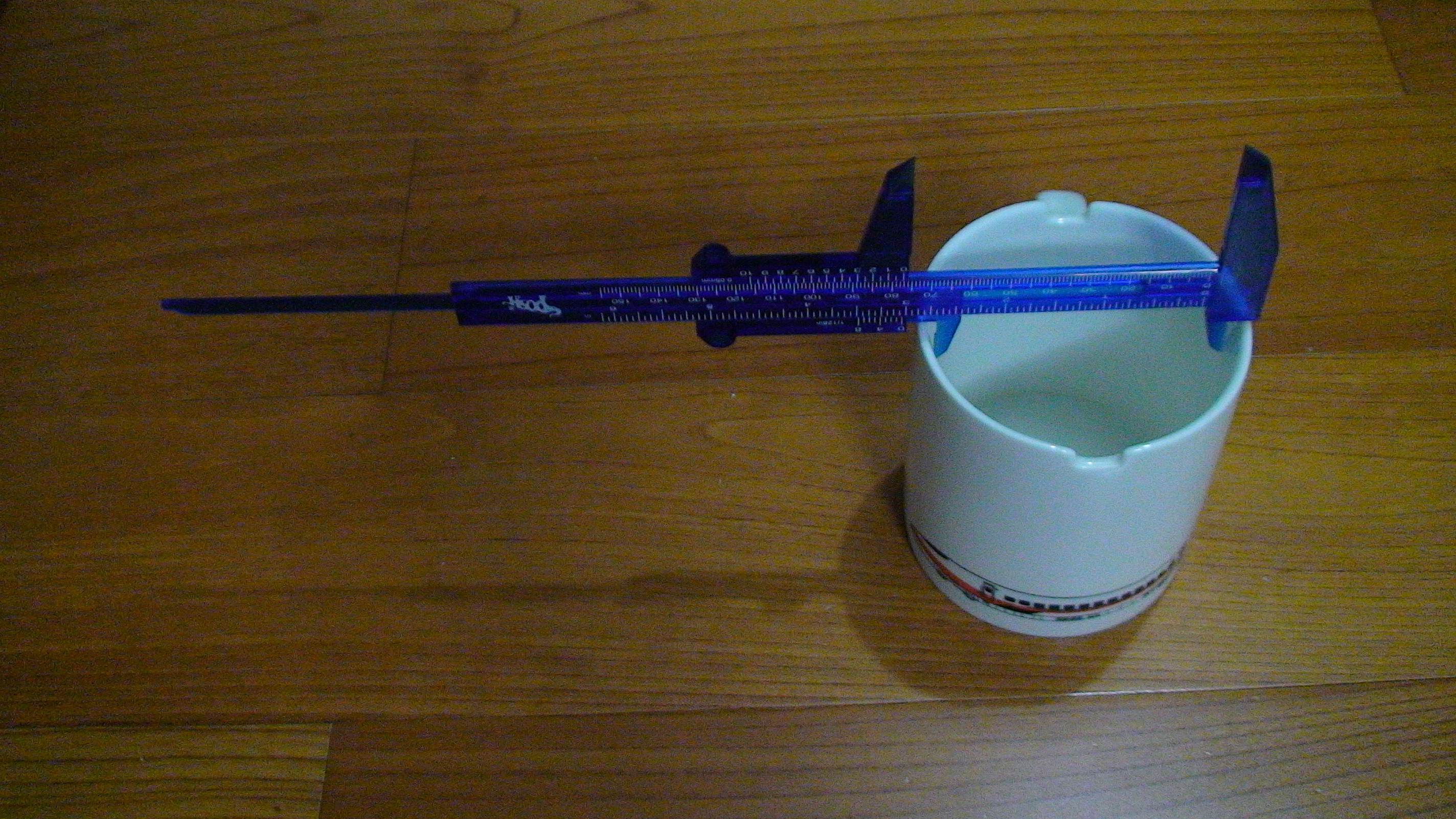
例2 測量內徑
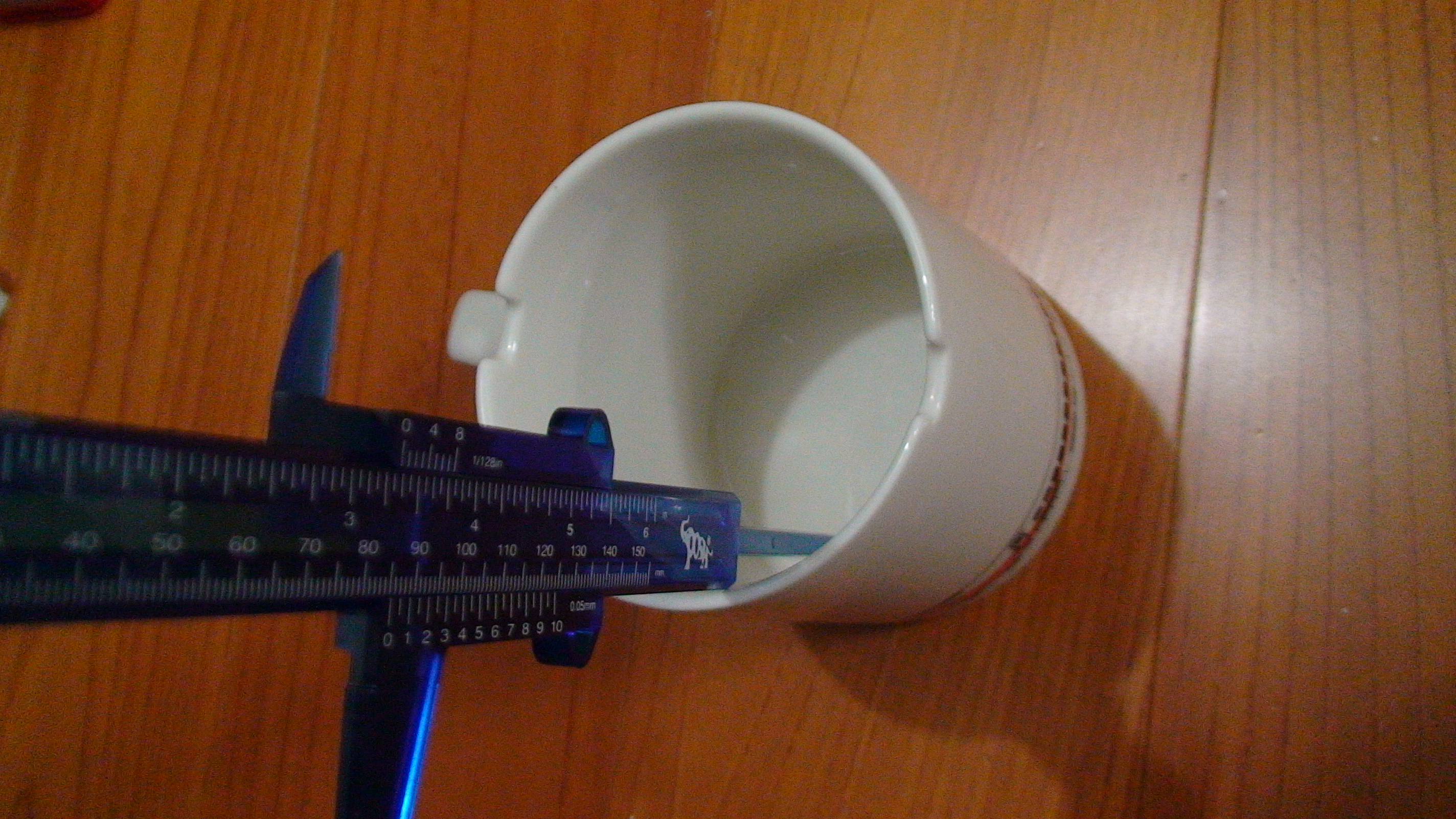
例3 測量深度
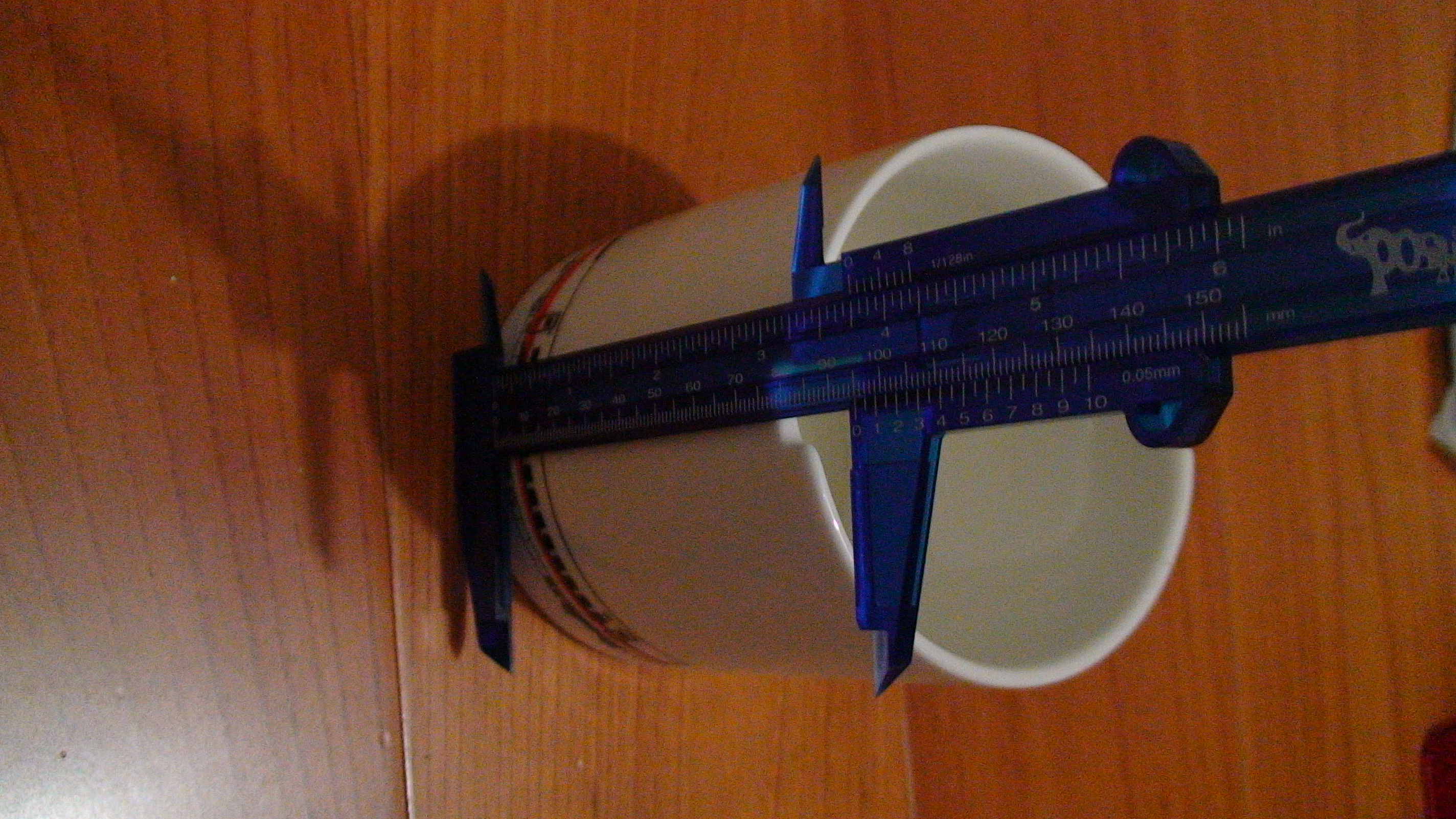
例4 測量階層